# Žito
Žito (množ. žita) je skupno ime za kulturne rastline s klasi ali lati. Večina teh rastlin, npr. riž, koruza, pšenica, oves, proso, ječmen in rž, botanično spada v družino trav (Poaceae). Med neprava žita lahko štejemo tudi ajdo, ki botanično spada v družino dresnovk (Polygonaceae).
Beseda žito lahko pomeni tudi plod teh rastlin. V publicistični in vse bolj tudi pogovorni rabi se v pomenu rastline in ploda žita uporablja iz srbohrvaščine prevzeta (manj primerna) beseda žitarica (prvotni pomen enakoglasne slovenske besede je 'prodajalka žita').
Zaradi bogate kemične sestave, enostavne predelave in možnosti skladiščenja so žita pomembna za prehrano, krmo živine (industrijo). Žito se v prehrambeni industriji uporablja kot sestavina za kruh, za različne hranilne pripravke kot so žitni kosmiči itd.
V prehrani največ uporabljajo pšenico (rod Triticum), riž (rod Orysa), rž (rod Secale), ječmen (rod Hordeum), koruza (Zea mays) in oves (Avena sativa).

## Delitve
Zaradi izrednega pomena žit za človeštvo jih obravnava več ved, kar je vzrok za več mogočih načinov razvrščanja, odvisno od poudarka strokovnega področja in umeščenosti v časovno-krajevni okvir. Velja, da botanika kot osnovna veda o rastlinah najbolj celovito zajema lastnosti žit kot rastlin, druge vede pa le delno, za osnovo razvrščanja namreč vzamejo le nekatere morfološko in biološke znake, vendar prav te vede lahko naglašajo lastnosti, ki so za botanika manj pomembne. Agronomi žita delijo na prava (pšenica, ječmen, rž, oves) in prosasta (proso, koruza, sirek, ščir, kvinoja). 
- Prava žita (tudi strnena ali bela žita[2]) vzkalijo že pri temperaturi nad 0 °C, potrebujejo razmeroma visoko vlažnost, normalna klica ima vsaj dve prakoreninici, navadno več kot tri, bilna kolenca so izrazita in jih navadno ni več kot šest, bil vsebuje malo sladkorjev, za zrno pa sta značilni brazda in bradica.[1] Bil je votla. Za kaljenje potrebuje več vode kot prosasta žita, odrasle rastline pa zaradi nižjega transpiratornega koeficienta laže prenašajo sušo. Prava žita veljajo za žita zmerno toplega pasu.[3]
- Neprava žita (tudi prosasta žita, tako poimenovana zaradi značilnega lata, podobnega prosenemu) vzkalijo pri višji temperaturi, navadno ok. 8 °C, imajo le eno prakoreninico, bilna kolenca so neizrazita, a jih je več kot šest, bil vsebuje veliko sladkorjev, zrnje pa nima brazde in bradice.[1] Bil je zapolnjena s parenhimskim tkivom, za kalitev potrebujejo razmeroma malo vode, za nadaljnjo rast pa več. Prosasto žito velja za žito toplega pasu.
- Ajda zaradi posebnih morfoloških lastnosti ne sodi v nobeno izmed gornjih skupin, vendar se zaradi uporabe obravnava kot nepravo žito (psevdožito).[3]

Glede na kolobarjenje ločimo žita, ki jih lahko sadimo v monokulturah (koruza, rž), in žita, ki so za to bolj občutljiva. 

Glede na način gojenja (agrotehnika) ločimo okopavine (koruza) in strnine (prava žita), vendar je takšna delitev krajevno pogojena in že zastarela, saj v Sloveniji tudi koruze ne okopavamo več, po drugi strani pa ponekod okopavajo tudi strnine. 

Glede na namen v strogem ločujemo krušna (pšenica, rž) in nekrušna (kašnata, krmna) žita (ječmen, oves, proso, koruza, ajda, riž). Tudi ta delitev ni povsem natančna, saj poznamo tudi kruhe z deležem drugih žit, npr. rženi kruh, ovseni kruh (ovsenjak), koruzni kruh, ajdov kruh; v preteklosti so k pšenični moki pogosto primešali riževo, ki je bila cenejša, v letih pomanjkanja pa celo moko iz plodov gozdnih dreves (kostanj, žir, mokovec). Ključno je, da krušna moka vsebuje razmeroma visok delež z glutenom bogate pšenične moke, kar omogoči peko kruha z želeno obliko in rahlostjo.   
- Krušna žita so tista, ki jih največ meljejo v moko, iz katere lahko zamesimo testo za kruh (pšenica, rž); nekdaj je bila pogosta mešanica pšenične in ržene moke (soržica).
- Nekrušna ali kašnata žita so tista, ki jih ne meljejo, ampak le luščijo v kaše. Iz njihove moke težko zamesimo testo, mešati jo moramo s krušno moko. Ker se nekrušna žita pogosto uporabljajo za krmo, se imenujejo tudi krmna.[1]

## Opis

### Zrno
Žito obrodi enosemenski plod - zrno (caryopsis ali kariopsa). Glede na to, ali se zrna še po tem, ko odpade z rastline, držijo pleve, ločimo plevasto zrno ali plevenec ter golo (goleno) zrno ali golec (tudi golenec, golič). Zrno sestavljajo lupina, meljak in kalček. Zrno od zunaj obdaja zaščitna lupina, katere debelina je odvisna od rastnih razmer, načeloma pa velja, da pri plevastih kultivarjih znese do 40 % teže zrna, pri neplevastem pa 10-15 %. Sestavljena je iz zunanje ali plodnične (perikarp) in notranje ali semenske lupine (testa). Znotraj teste je za človeka ključni del zrna: s škrobom bogati meljak (endosperm). Zunanja plast meljaka se imenuje alevronska plast, saj jo sestavlja množica membranica s kristali alevrona. Tu je veliko beljakovin, encimov (npr. za kaljenje pomembna kvasna diastaza) in barvil (rumeno barvilo ksantofil, ki daje značilno barvo zrelega zrna). Notranjost meljaka sestavljajo škrobna zrnca, katerih oblika je vrstno specifična. Meljak predstavlja 80-90 % mase zrna. Pri enokaličnicah je ob meljaku en klični list, na zunanji strani ščitka pa drugi, zakrneli (epiblast). Na spodnji trebušni strani zrna (v osnovi zrna) je umeščen kalček, ki ga od meljaka loči prepustna opna ščit(ek) - zelo pomembno vlogo prenosa snovi opravlja med kaljenjem. Je poln maščob, encimov, vitaminov in aminokislin. Kalček se deli na prakorenin(ic)o (radicula), prabil(ko) (plumula) in pralist ali pranožnico (coleoptila). Vsi našteti organčki tvorijo primarne organe, pralist ščiti prabil med kalitvijo, nato pa se umakne pravemu listu. Kalček je najmanjši del zrna: pri pšenici, ječmenu in rži predstavlja do 3 % (Tajnšek za pšenico navaja do 5 %), pri ovsu do 4 %, pri koruzi 10-14 % mase zrna.

### Korenine
Vsa žita imajo šopaste korenine, torej množico enakovrednih korenin brez izrazite glavne korenine. Izjema je le ajda, ki ima vretenaste korenine.

Za žita so značilne dvojne korenine: prvotne (primarne) in drugotne (sekundarne). Prvotne korenine zrasejo neposredno iz kalčka, zato jih imenujemo tudi klične (embrionalne ali seminalne) ali prakoreninice. Med prodiranjem v zemljo jih varuje kapa. Celice povrhnjice (epidermalne celice) od koreninskega vršička vzdolž koreninice poženejo izrastke, dlačicam podobne laske, ki preskrbujejo rastlino z rudninami. Dejavne so vso rastno dobo,  a se sčasoma njihova vloga zmanjšuje. Pravo žito ima do 10 prakoreninic; pšenica in oves vzklijeta s 3, rž s 4, ječmen s 5-8. Prosasta žita imajo le eno prakoreninico, saj se začne razraščati, torej tvoriti drugotne korenine in bili, takoj po vzniku. Pravo žito se prične razraščati kasneje, najmočneje iz prvega kolenca pod zemljo, t. i. razrastišča. Razraščanja se ponavlja tudi pri drugotnih bilih, tudi pri njih iz prvega podzemnega kolenca (zato drugotne korenine imenujemo tudi nodalne), če pa razrastišče propade, celo v kalčkovem kolencu. Koruza in sirek sta zmožna pognati korenine tudi nad zemljo - te korenine imajo poleg črpanja tudi oporno vlogo, imenujemo jih nadomestne (adventivne, starinsko tudi zračne).

### Bil
Steblo žit se imenuje bil, včasih tudi bilka. Bili pravih žit se lahko reče tudi lat. Je valjasta, dolžina je odvisna od vrste in sorte, barva je svetla ali temno zelena. Žitna bil je členkovita, torej se izmenjujejo odebeljeni deli kolenca (nodij) in medkolenca ali členki (internodij). Število členkov je odvisno od rastnih razmer in vrste: koruza in sirek jih imata 8-12, celo do 40, druga žita navadno 5-6. Spodnji členki so najkrajši in najdebelejši (podzemni merijo le nekaj milimetrov), zgornji pa najtanjši in najdaljši. Celice v spodnjih členkih imajo debelejše membrane in tako zmanjšujejo poleganje. Praviloma je dolžina členka enaka povprečni dolžini sosednjih členkov (1 zgornjega in 1 spodnjega), razen pri pritlikavih sortah, ki ne zrastejo nad 0,5 m. Členki so pri pravem žitu votli, pri prosastem zapolnjeni s puhlim strženom; kolenca so pregrajena s prečno celično ploščo ali prečno membrano (diafragma). Kot korenine ima tudi žitna bil zmožnost razraščanja ali košatenja. V prečnem prerezu bili ločujemo: kožico (epiderm), asimilacijsko celičje (celice s klorofilom), žile prevodnice, mehanično celičje (sklerenhim, ogrodje), osnovno celičje (parenhim).   
Bil raste interkalarno; nima le enega, ampak več rastnih vršičkov, ležečih v nožnici, v spodnjem delu členka. Njihova rast ni enako hitra: ko prvi členek zrase do ok. polovice končne dolžine, začne rasti naslednji. Rast je najhitrejša v času klasenja, tedaj so tudi potrebe po hranilih največje. Interkalarna rast ima pomemeben gospodarski pomen, saj se zgodaj polegla rastlina lahko zopet dvigne zaradi bujnejše kasnejše rasti, v kolencih pa lahko tudi spremeni smer rasti. Povrhnjico sestavljajo celice izmenjajočih se oblik in listne reže, katerih gostota je višja v zgornji polovici členka. Povrhnjico pokriva kutikula, lahko tudi voščeni poprh. Pod povrhnjico so tri celične plasti (parenhima z vmesnim sklerenhimskim opornim celičjem. Kambij je tik pod povrhnjico, zato se olesenevanje širi v notranjost bili od dničnih členkov navzgor. Prevodno celičje je v dveh sosrednih krogih, zunanji tik pod povrhnjico.

### List
Listi so premenjalno nameščeni. Sestavljeni so iz listne nožnice, cevastega nastavka, ki objema spodnji del členka, in listne ploskve (lamina), ki je suličasta in vzporedno žilnata. Nožnica ni zrasla z biljo in tudi ni povsem zaprta, pogosto pa se oba objemajoča dela prekrivata. Nožnica je na mestu objema odebeljena - to je listno kolence, ki leži malce nad bilnim kolencem. Listno kolence dodatno utrjuje bil, jo ščiti pred zunanjimi vplivi in pomaga pri dvigu poleglega žita. Listna ploskev je trakasta in se konča z ostrim vrhom. Zgornji listi so širši kot spodnji, razen dva krajša zgornja lista. Število listov se običajno ujema s številom listnih kolenc. Pred kolenčenjem se listi pšenice, rži in ječmena zvijajo na desno, ovsa pa na levo. Kožnat listič, podaljšek notranje nožnične povrhnjice, ki se tesno prilega bili in preprečuje, da bi voda vdrla med nožnico in bil, je jeziček (ligula). Nožnica se bili oklepa s srpastima izrastlinama, t. i. ušescema (auriculae).  Nožnica je zelena in vsebuje klorofil, jeziček in ušesca pa navadno ne. Ker vsa žita nimajo jezička in ušesca, sta pomembna taksonomska znaka; po njih lahko tudi ločimo pšenico od rži, ječmena in ovsa: ječmen ima manjša jezička kot pšenica ter večja, a nedlakava ušesca, rž in oves pa ušesc nimata (oves ima dolga in ostro nazobčana jezička).

### Cvet in socvetje
Žito ima socvetje v obliki klasa in lata (tudi lati). Klas imajo pšenica, rž, ječmen, lat pa oves, riž, sirek in proso. Kadar so peclji lata zelo kratki, govorimo o pollatu. Koruza ima obe socvetji: lat na vrhu stebla (moško socvetje) in klas (storž) v listni pazduhi (žensko socvetje).  
Klas sestavlja členkovito cikcakasto klasno vreteno (rachis) z izmenjajočimi se klaski. Členi so različno dolgi, zato ločujemo redke in zbite klase.
Lat sestavlja sredinska os, bočne veje, vejice in klaski. Sredinska os je tako kot klasno vreteno podaljšek vrhnega členka. Oblika lata je različna, odvisna od rastnih razmer in vrste.   
Tudi klaskovo vreteno (rachilla) je členovito. Ob strani sta čašasti ogrinjalni plevi (glumae), ki klasek popolnoma (pšenica, oves) ali deloma objemata (rž, ječmen). Sledi do 7 izmenjajočih se cvetov. Cvet varujeta plevi: zunanja ali krovna pleva (palea inferior), ki nosi reso ali osino, in notranja pleva ali predpleva (palea superior). Vse pleve so preobraženi pravi listi. Cvetovi žit so dvospolni, le koruza ima enospolne cvetove: moške na metlici vrh stebla in ženske na storžu. Moški spolni organi so prašniki (andreceum) in prašne niti in prašnic, ženski pa pestič (gyneceum) s plodnico, vratom in brazdama. Vsa žita imajo po 3 prašnike, le riž jih ima 6. Na dnu pestiča oz. plodnične zasnove je komaj opazna luskica ali mešiček (lodicula) - med oploditvijo vsrka vodo in nabrekne, potisne plevi narazen, in cvet se odpre. Po cvetenju se mešiček ohrani kot tanka krpica na dnu krovne pleve in predpleve.

## Poleganje
Poleganje ali poleženost imenujemo večje ali manjše upogibanje oz. padec žit na tla. Vzroki za poleganje so neugodne vremenske razmere, predvsem nevihtni veter z obilnim deževjem (zlasti če piha izmenoma v več smereh), izdatno gnojenje z dušikom (hlevski gnoj), saj povzroči nesorazmerno izdolžitev bili, pretirano gosta setev, močnejši napad bolezni na korenino in osnovo bili, sortne lastnosti gradbe žita: zaželene so sorte s čvrsto, debelo in prožno biljo. Rada polegajo prava žita (najbolj rž in ječmen, nato oves in pšenica), od prosastih žit najbolj riž in proso, ajda je malce bolj odporna; koruza in sirek ne poležeta, čeprav ju lahko močan veter zlomi ali celo izruje. Posledice poleganja so sila raznovrstne, povzročajo pa veliko gospodarsko škodo (v povprečju vsaj za petino zmanjšan pridelek): polegle rastline so bolj dovzetne za bolezni, plesni in gnitje (list, bil in klas), asimilacija se zmanjša, rastna doba in zorenje se podaljšata, oploditev je slabša, zrna slabše natekajo in so tešča, zrna zaradi stika s tlemi klijejo že v klasu, žetev je otežena, uskladiščeno zrnje teže ohranimo kakovostno. Žito polega od kolenčenja do zorenja; velja, da zgodnejše poleganje povzroči največjo škodo, vendar se tedaj žito še lahko vzpne in zravna: fitohormoni namreč različno uravnavajo rast celic glede na njihovo osvetljenost, tako da celice v senci oz. obrnjene proti tlom zrastejo 2,5-krat toliko kot osvetljene. Najteže si pšenica opomore, če poleže med cvetenjem.  
Preprečevalni ukrepi zoper poleganje so izbira odpornih kultivarjev, pravočasna in dobra obdelava tal, primerno gnojenje, pravočasna in primerno gosta setev, lahko tudi uporaba hormonskih pripravkov proti bujni rasti (npr. klor-holin-klorid, CCC, znan pod trgovskim imenom stabilan). 
Neposredni ukrepi so potrebni, če opazimo pretirano bujnost posevka. V takem primeru so žito nekdaj branali in valjali ter na njivo spuščali ovce in svinje, da so popasle vršičke, žito so celo kosili. Danes se zanašamo na kemične pripravke in pravilne agrotehniške ukrepe.